# 新甲南市場
新甲南市場（しんこうなんいちば）は神戸市東灘区にあった市場。

## 歴史
神戸市東灘区甲南町には太平洋戦争前から甲南市場があった。この甲南市場とは別に1952年（昭和27年）に新甲南市場が発足した。これにより甲南市場と新甲南市場の二つの市場となったが、1995年（平成7年）の阪神・淡路大震災により両市場は壊滅的な被害を受けた。震災前の新甲南市場には木造2階建ての42店舗が並んでいたが全壊となった。
なお、震災後、甲南市場のほうは1996年（平成8年）に解散した。

## KONAN食彩館
新甲南市場では1996年（平成8年）に市場関係者や一般市民が株主となる新甲南市場復興株式会社が設立された。建物の上階を分譲マンションにすることで建物の建設費を捻出し、上層階がマンションの8階建ての建物が建設された。この建物の1階に売場面積874㎡のセルフスーパー形式の小売市場「KONAN食彩館」が設けられ、1997年（平成9年）に開業し、施設の管理・運営は新甲南協同組合が担当することになった。
「KONAN食彩館」は精肉、鮮魚、青果、塩干、一般食品等など市場として各売場が専門店として独立する一方、スーパーマーケット方式でレジを一括集中する方式がとられた。
しかし運営する新甲南協同組合のメンバーの高齢化などにより、2022年（令和4年）9月30日で「KONAN食彩館」は閉店することになった。
土地と1階の店舗部分はカノー（大阪市）に譲渡され、2022年11月下旬に「食品館アプロ甲南店」として開業することになった。